# Génie pétrolier

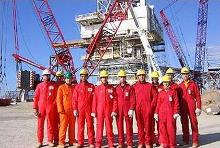
Étudiants en génie pétrolier en stage sur une plate-forme pétrolière.

Le génie pétrolier est une branche de l’ingénierie consacrée à la production des hydrocarbures, que ce soit à partir du pétrole brut ou du gaz naturel. Le travail de forage et de pompage proprement dit constitue la branche « amont » des industries gazière et pétrolière : il s'agit de la recherche et de l'extraction des hydrocarbures. Le raffinage et la distribution constituent, eux, la branche « aval ». La prospection et le génie pétrolier sont les deux principales activités de la branche amont : elles visent à maximiser la quantité d'hydrocarbures lors du pompage d'un puits. La géologie et la géophysique sont mises à contribution pour donner une description statique des schistes souterrains : le volume de pétrole accessible par pompage haute pression, compte tenu de la fracturation et de la perméabilité de la roche, et de la viscosité du pétrole, est estimé à partir de simulations hydrauliques.
Le travail en commun des géologues et des ingénieurs est essentiel pour comprendre le processus de sédimentation et d'accumulation qui a donné naissance à un puits, et cette analyse est généralement la clef d'une exploitation rentable du gisement. Le génie pétrolier est donc une activité pluridisciplinaire, associant la géophysique (notamment la technique de diagraphie), la géologie appliquée, les reconnaissances in situ, forage, l’économie, la simulation, la technique des forages, les systèmes de mise en charge hydrauliques et pneumatiques.

## Aperçu
La demande sans cesse croissante en hydrocarbures pousse les compagnies pétrolières à exploiter les gisements dans des situations toujours plus difficiles, les gisements de surface ou facilement exploitables étant épuisés depuis longtemps. En réponse à ce défi, la panoplie d'outils à disposition des ingénieurs s'est aussi beaucoup accrue : le besoin a poussé le développement en puissance des ordinateurs, la définition de nouveaux algorithmes de simulation informatique, la recherche de nouveaux modèles statistiques, et des techniques innovantes comme le forage dirigé et les procédés d'injection groupés sous le terme de « récupération tertiaire ».
L'exploitation au fond des océans, dans les déserts torrides ou arctiques est désormais d'actualité : l'exploitation des gisements s'opère donc de plus en plus souvent dans des conditions de température et de pression extrêmes, exigeant de l'ingénieur des compétences dans des domaines aussi divers que la thermo-hydraulique, la géomécanique ou les capteurs actifs.
La Society of Petroleum Engineers (SPE) est la plus grande association professionnelle des ingénieurs des pétroles. Elle publie une documentation abondante sur l'industrie extractive. Aux États-Unis, 17 universités offrent un cursus spécialisé en génie pétrolier ; en France, l’IFP joue un rôle particulier pour la formation « maison » des ingénieurs des majors pétrolières.

## Les métiers
Historiquement, les métiers de l'extraction pétrolière sont parmi les mieux payés de l'industrie, bien qu'il arrive que les salaires soient revus systématiquement en baisse à chaque dépression de la conjoncture. Dans un article de juin 2007, le journal Forbes classait le métier d'ingénieur des pétroles au 24e rang des professions les mieux rémunérées aux États-Unis. Le classement de la National Association of Colleges and Employers américaine de 2010 classe les ingénieurs des pétroles en tête du premier salaire, avec un salaire annuel moyen de 125 220 $. Un ingénieur ayant déjà une expérience professionnelle touche en moyenne entre 170 000 $ et 260 000 $ par an.
Il y a différentes fonctions dans ce secteur :
- le technicien des fluides de forages est chargé de déterminer les meilleurs emplacement de forage, d'optimiser la production et d'employer toutes les techniques propres à maintenir le rendement du forage en exploitation.
- Le technicien de surveillance de forages est chargé de la technique de forage proprement dite, que ce soit pour la prospection, la production ou l'injection de gaz.
- Les ingénieurs de production, parmi lesquels les responsables de plate-forme, assurent la maintenance du forage par rapport à l’évolution des ressources du gisement : forages auxiliaires, analyse des schistes, débit d'injection, télégestion des automates distants ; ils évaluent la rentabilité de « l’injection de gaz » et choisissent les matériels de séparation des fluides extraits (pétrole brut, gaz naturel, eau).